# Ковровец (экскаватор)
«Ковровец» — советский паровой экскаватор.
Представляет собой паровой экскаватор железнодорожного типа. Производился Ковровским ремонтным заводом НКПС. Первый экземпляр прошёл испытания 21 апреля 1931 года, в октябре того же года был изготовлен усовершенствованный образец, который был запущен в серийное производство с 1932 года. Всего к концу 1934 года было изготовлено 177 подобных экскаваторов. При разработке конструкции «Ковровца» за основу был взят экскаватор «Путиловец».
Основой 85-тонного экскаватора является четырёхосная железнодорожная платформа, снабжённая для улучшения устойчивости четырьмя боковыми домкратами. Сектор поворота стрелы составляет 180°. Привод подъёма ковша цепной. Единственным рабочим оборудованием является прямая лопата.
Три паровых машины экскаватора — подъёмная, поворотная и напорная — имеют суммарную мощность 245 л.с. и питаются от парового котла типа Бельпера. Для подачи воды в котёл используются паровой насос Вортингтон и инжектор № 7 системы Рестартинг. В качестве топлива служат дрова или уголь, предусмотрено также использование нефти.
Органы управления сосредоточены на поворотной платформе и на рабочем месте на стреле экскаватора. Экскаватор обслуживался двумя бригадами, общей численностью 11 человек:
- верхняя бригада — машинист, стреловой, слесарь-смазчик, кочегар;
- нижняя бригада — бригадир и шесть рабочих.